# Kimball County
Kimball County är ett administrativt område i delstaten Nebraska, USA, med 3 821 invånare. Den administrativa huvudorten (county seat) och största staden är Kimball.

## Geografi
Enligt United States Census Bureau har countyt en total area på 2 466 km². 2 465 km² av den arean är land och 2 km² är vatten. 

### Angränsande countyn
- Banner County - nord
- Cheyenne County - öst
- Logan County, Colorado - sydost
- Weld County, Colorado - sydväst
- Laramie County, Wyoming - väst

## Orter och kommuner

### Stad (city)
- Kimball (huvudort)

### Småstäder (villages)
Mindre orter med kommunalt självstyre:
- Bushnell
- Dix

### Övriga platser
- Jacinto
- Oliver
- Owasco